# 6223 Dahl
6223 Dahl este un asteroid din centura principală de asteroizi.

## Descriere
6223 Dahl este un asteroid din centura principală de asteroizi. A fost descoperit pe 3 septembrie 1980 la Observatorul Kleť de Antonín Mrkos. Asteroidul prezintă o orbită caracterizată de o semiaxă mare de 2,73 ua, o excentricitate de 0,12 și o înclinație de 3,9° în raport cu ecliptica.